# VTC News
VTC News là một tờ báo điện tử tại Việt Nam trực thuộc Đài Tiếng nói Việt Nam ra đời vào năm 2008.

## Lịch sử
VTC News nằm trong hệ thống báo chí của Đài Tiếng nói Việt Nam, được Bộ Thông tin và Truyền thông cấp giấy phép hoạt động số 993/GP/BTT&TT ngày 7/07/2008; Giấy phép cấp lại số 268/GP-BTT&TT ngày 11/07/2013.
Tờ báo ra mắt phiên bản đọc báo trên thiết bị di động – VTC News Mobile vào năm 2012.

## Nội dung
Báo Điện tử VTC News thực hiện nhiệm vụ tuyên truyền, phổ biến chủ trương, đường lối của Đảng Cộng sản Việt Nam, chính sách pháp luật của Nhà nước; Phản ánh kịp thời tình hình chính trị, kinh tế, văn hóa xã hội, an ninh quốc phòng trong nước và quốc tế; Giới thiệu, quảng cáo về các sản phẩm dịch vụ của các đơn vị và cá nhân có nhu cầu, của Đài Tiếng nói Việt Nam và các đơn vị thành viên trong Đài. Tờ báo chứa nhiều nội dung khác nhau và đa dạng từ thời sự - xã hội, kinh tế, văn hóa,...cho đến thể thao, y tế.

## Giải thưởng
Năm 2020, Loạt bài "Đi tìm người lính trong bức ảnh 'biểu tượng nhất' cuộc chiến chống Trung Quốc xâm lược" của VTC News giành giải thưởng toàn quốc về thông tin đối ngoại.